# Rioja Alta

En rojo, La Rioja Alta

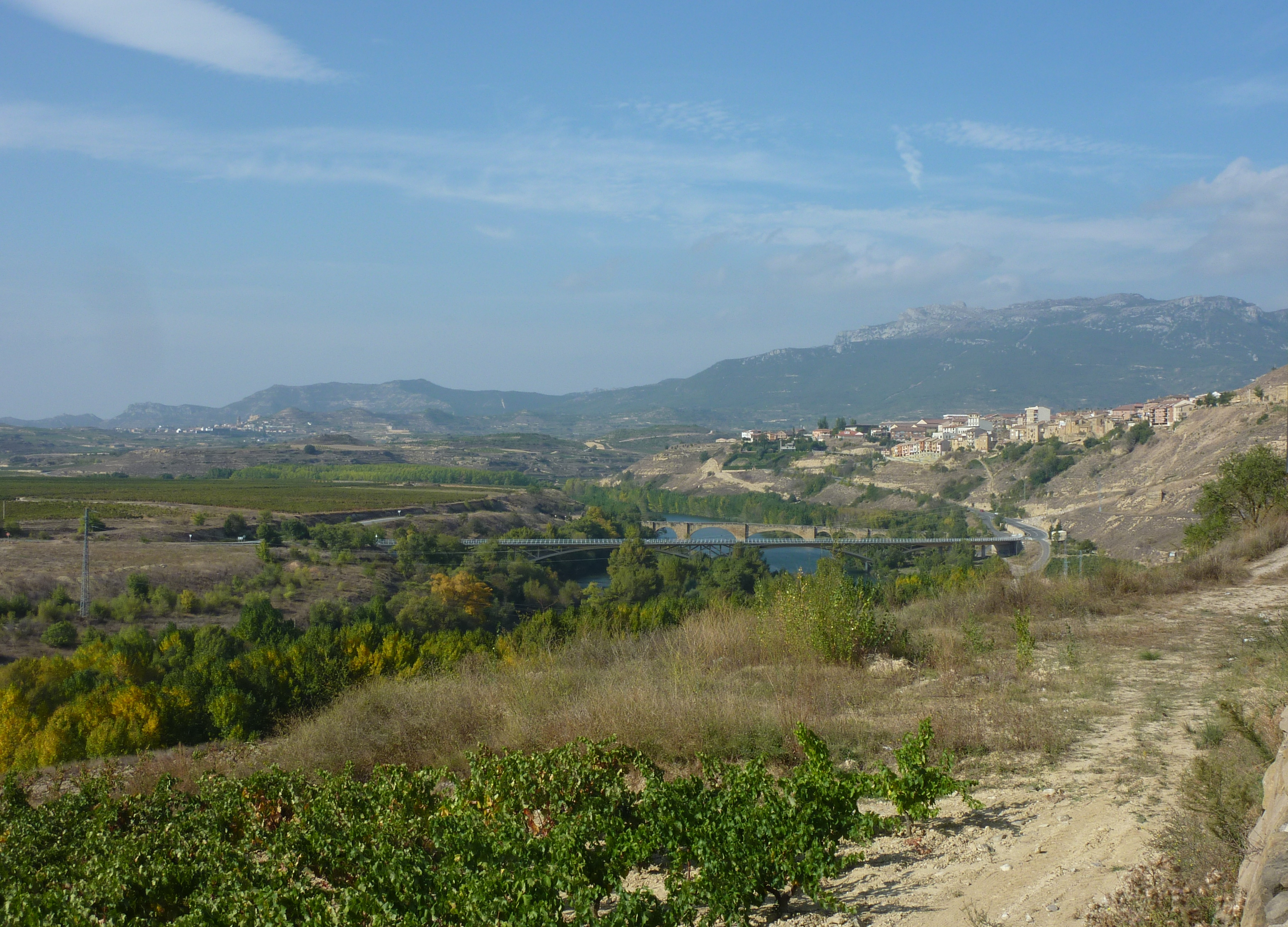
La Rioja Alta a los pies de San Vicente de la Sonsierra

La Rioja Alta es la región más occidental de la comunidad autónoma de La Rioja (España). Su gentilicio es riojalteño.
La comprenden los municipios situados junto a los cauces de los ríos Tirón, Oja y Najerilla, es decir, las comarcas de Haro, Santo Domingo de la Calzada, Ezcaray, Nájera y Anguiano. Estos territorios limitan al norte con la margen derecha del río Ebro (menos los municipios de Ábalos, Briñas y San Vicente de la Sonsierra, que están en la margen izquierda), al este por la Sierra de Moncalvillo y Sierra de Camero Nuevo, por el sur con la Sierra de Castejón y los Picos de Urbión donde comienza la provincia de Soria y por el oeste con la provincia de Burgos.

## Municipios

### Valle

#### Haro
1. Ábalos
2. Anguciana
3. Briñas
4. Briones (Ventas de Valpierre)
5. Casalarreina
6. Cellorigo
7. Cidamón (Casas Blancas, Madrid de los Trillos)
8. Cihuri
9. Cuzcurrita de Río Tirón
10. Foncea
11. Fonzaleche (Villaseca)
12. Galbárruli (Castilseco)
13. Gimileo
14. Haro
15. Ochánduri
16. Ollauri
17. Rodezno (Cuzcurritilla)
18. Sajazarra
19. San Asensio (Barrio de La Estrella)
20. San Millán de Yécora
21. San Torcuato
22. San Vicente de la Sonsierra (Peciña, Rivas de Tereso)
23. Tirgo
24. Treviana
25. Villalba de Rioja
26. Zarratón

#### Nájera
1. Alesanco
2. Alesón
3. Arenzana de Abajo
4. Arenzana de Arriba
5. Azofra
6. Badarán
7. Bezares
8. Bobadilla
9. Camprovín (Mahave)
10. Cañas
11. Canillas de Río Tuerto
12. Cárdenas
13. Castroviejo
14. Cordovín
15. Hormilla
16. Hormilleja
17. Huércanos
18. Manjarrés
19. Nájera
20. Santa Coloma
21. Torrecilla sobre Alesanco
22. Tricio
23. Uruñuela
24. Villar de Torre
25. Villarejo

#### Santo Domingo de la Calzada
1. Bañares
2. Baños de Rioja
3. Castañares de Rioja
4. Cirueña (Ciriñuela)
5. Corporales (Morales)
6. Grañón
7. Herramélluri (Velasco)
8. Hervías
9. Leiva
10. Manzanares de Rioja (Gallinero de Rioja)
11. Santo Domingo de la Calzada
12. Santurde de Rioja
13. Santurdejo
14. Tormantos
15. Villalobar de Rioja
16. Villarta-Quintana (Quintana, Quintanar de Rioja)

### Sierra

#### Anguiano
1. Anguiano (Las Cuevas)
2. Baños de Río Tobía
3. Pedroso
4. Berceo
5. Brieva de Cameros
6. Canales de la Sierra
7. Estollo (San Andrés del Valle)
8. Ledesma de la Cogolla
9. Mansilla de la Sierra (Tabladas)
10. Matute
11. San Millán de la Cogolla (El Lugar del Río)
12. Tobía
13. Ventrosa de la Sierra
14. Villavelayo
15. Villaverde de Rioja
16. Viniegra de Abajo
17. Viniegra de Arriba

#### Ezcaray
1. Ezcaray (Altuzarra, Ayabarrena, Azárrulla, Cilbarrena, Posadas, San Antón, Turza, Urdanta, Zaldierna)
2. Ojacastro (Amunartia, Arviza o Arviza Barrena, San Asensio de los Cantos, Tondeluna, Ulizarna, Uyarra, Zabárrula)
3. Pazuengos (Villanueva, Ollora)
4. Valgañón (Anguta)
5. Zorraquín

- Datos: Q3180906
- Multimedia: Rioja Alta / Q3180906